# Cherryland
Cherryland é uma Região censo-designada localizada no Estado americano da Califórnia, no Condado de Alameda.

## Geografia
A área total da cidade é de 3,1 km² (1,2 mi²), sendo tudo coberto por terra.

## Demografia
De acordo com o censo de 2020, a densidade populacional é de 5116,1/km² (13.250,6/mi²) entre os 15.808 habitantes, distribuídos da seguinte forma:
- 19,8% caucasianos
- 8,7% afro-americanos
- 2,5% nativo americanos
- 13,9% asiáticos
- 1,9% nativos de ilhas do Pacífico
- 38,6% outros
- 14,6% mestiços
- 58,1% latinos

Existem 3387 famílias na cidade, e a quantidade média de pessoas por residência é de 3,14 pessoas.

## Localidades na vizinhança
O diagrama seguinte representa as localidades num raio de 8 km ao redor de Cherryland.